# Natuurwetpartij
Natuurwetpartij is een naam die werd gegeven aan verschillende politieke partijen met een spirituele signatuur, en die nauw verbonden zijn aan de Transcendente Meditatie-beweging. In ongeveer 80 landen zijn vanaf 1992 Natuurwetpartijen opgericht; in 2004 werden de activiteiten stilgelegd.
In Nederland werd een Natuurwetpartij opgericht in mei 1992. Voorman was Jacques Uijen, een voormalig bedrijfsdirecteur die aanvankelijk woonachtig was te Apeldoorn, maar later verhuisde naar het Limburgse Vlodrop, alwaar het centrum van de TM-beweging en diens voorman, Maharishi Mahesh Yogi, zijn gevestigd. Het hoofdkantoor van de partij is gevestigd in Lelystad, waar ook een TM-leefgemeenschap bestaat, het zogenaamde Sidhadorp, met onder andere een Maharishi basisschool.
De Natuurwetpartij Nederland is nooit vertegenwoordigd geweest in de Tweede of Eerste Kamer. Zij heeft wel een aantal malen meegedaan met landelijke en regionale verkiezingen, waarbij onder meer toenadering werd gezocht tot De Groenen en GroenLinks (om lijstverbindingen tot stand te brengen, hetgeen in Noord-Brabant lukte). In 2007 werd de partij ontbonden.
In België werd in Vlaanderen een Natuurwetpartij opgericht in september 1993. De NWP nam o.a. deel aan de Europese verkiezingen het jaar nadien.

## Beginselen
Het spirituele karakter van de partij blijkt onder andere uit het beginselprogramma. Het concept 'collectief bewustzijn' speelt een belangrijke rol in het gedachtegoed van de partij. Dit zou meer in overeenstemming moeten worden gebracht met 'de natuurwet'.
De Natuurwetpartij Nederland streeft naar een politiek beleid dat het leven in harmonie brengt met 'het natuurlijke' en 'de natuurwetten' en wil zo het welzijn van een ieder bevorderen. Zij wil dit primair tot stand brengen door ontwikkeling van het bewustzijn. Hierdoor ontstaat vanzelf een beter inzicht in natuurlijke wetmatigheden, zo meent de partij.

## Verkiezingsprogramma
In het verkiezingsprogramma wordt het instellen van een 'Stiltegroep voor de regering' als oplossing voor de huidige maatschappelijke problemen aangemerkt. Deze stiltegroep moet beroepsmatig het collectief bewustzijn op een hoger niveau brengen en coherent maken.
De speerpunten van het verkiezingsprogramma voor de Tweede Kamerverkiezingen in 2002 waren onder meer:
- een preventieve aanpak van problemen door bewustwording door de overheid en de burger.
- duurzaam ecologisch werken in alle sectoren
- het invoeren van stiltegroepen om het collectief bewustzijn te vergroten.
- bevorderen van de directe democratie, onder andere door een direct gekozen Eerste Kamer en vernieuwde inspraakregelingen
- bewustzijnsontwikkeling, filosofie en levensbeschouwelijke oriëntatie als verplichte vakken in het onderwijs
- toevoeging van een 'spiritueel defensiesysteem' aan het leger
- het fiscaal steunen van wonen bij het werk, thuiswerken en telewerken
- het heffen van hoge accijns op stoffen die niet geheel herverwerkt kunnen worden.

Met deze en andere punten wil de Natuurwetpartij het (veronderstelde) collectief bewustzijn van het land meer samenhangend maken. Burgers met een dieper ontwikkeld bewustzijn zullen volgens de partij spontaan minder natuurwetten overtreden en zo bijdragen aan een succesvolle samenleving waarin zich minder problemen voordoen. De partij tekende daarbij wel aan dat een dergelijke toestand "volledig afhankelijk is van het vormen van een permanente groep van 7.000 personen die het collectieve bewustzijn in een positieve richting beïnvloedt". Dit zou een paradigmaverschuiving inhouden.